# اليمن في الألعاب الأولمبية الصيفية 1992
شارك اليمن في دورة الألعاب الأولمبية الصيفية 1992 في برشلونة بإسبانيا. قبل إعادة توحيد اليمن في عام 1990، كان شمال اليمن وجنوب اليمن يتنافسان كفريقين مستقلين.

## ألعاب القوى
أحداث المسار والطريق
| الرياضي       | الحدث         | تصفيات   | تصفيات | نصف النهائي | نصف النهائي | النهائي  | النهائي  |
| الرياضي       | الحدث         | نتيجة    | ترتيب  | نتيجة       | ترتيب       | نتيجة    | ترتيب    |
| ------------- | ------------- | -------- | ------ | ----------- | ----------- | -------- | -------- |
| أنور محمد     | 800 م رجال    | 1:52.71  | 7      | لم يتأهل    | لم يتأهل    | لم يتأهل | لم يتأهل |
| عوض صلاح ناصر | 1500 م رجال   | 3:51.89  | 11     | لم يتأهل    | لم يتأهل    | لم يتأهل | لم يتأهل |
| خالد الاستشي  | 10,000 م رجال | 30:49.58 | 26     | لم يتأهل    | لم يتأهل    | لم يتأهل | لم يتأهل |

## الجودو
| الرياضي       | الحدث       | دور الـ 64                 | دور الـ 32                    | دور الـ 16    | ربع النهائي   | نصف النهائي   | الملحق        | النهائي       |
| الرياضي       | الحدث       | الخصم النتيجة              | الخصم النتيجة                 | الخصم النتيجة | الخصم النتيجة | الخصم النتيجة | الخصم النتيجة | الخصم النتيجة |
| ------------- | ----------- | -------------------------- | ----------------------------- | ------------- | ------------- | ------------- | ------------- | ------------- |
| صلاح الحميدي  | رجال -60 كغ | فيليب براديرول (فرنسا) خسر | لم يتأهل                      | لم يتأهل      | لم يتأهل      | لم يتأهل      | لم يتأهل      | لم يتأهل      |
| منصور السريحي | رجال -65 كغ | Bye                        | سانديب بالا (الهند) خسر       | لم يتأهل      | لم يتأهل      | لم يتأهل      | لم يتأهل      | لم يتأهل      |
| محمد الجلالي  | رجال -71 كغ | خوان فارغاس (السلفادور)خسر | لم يتأهل                      | لم يتأهل      | لم يتأهل      | لم يتأهل      | لم يتأهل      | لم يتأهل      |
| أحمد الشيخ    | رجال -78 كغ | Bye                        | دافاسبوغ دورجبات (منغوليا)خسر | لم يتأهل      | لم يتأهل      | لم يتأهل      | لم يتأهل      | لم يتأهل      |
| يحيى مفرح     | رجال -86 كغ | Bye                        | نيكولا فيليبوف (بلغاريا)خسر   | لم يتأهل      | لم يتأهل      | لم يتأهل      | لم يتأهل      | لم يتأهل      |